# Roger Fernandes
Roger Fernandes (Bissau, 21 november 2005) is een Portugees-Guinee-Bissaus voetballer die doorgaans speelt als vleugelspeler. In juli 2021 debuteerde hij voor SC Braga. Hij is een neef van voetballers Joelson en Saná Fernandes.

## Clubcarrière
Fernandes werd geboren in Guinee-Bissau, maar groeide op in Portugal. Daar speelde hij in de jeugdopleiding van SC Braga. Deze doorliep hij en in 2021 maakte hij in de wedstrijd om de Supertaça Cândido de Oliveira tegen Sporting CP zijn professionele debuut. Door een doelpunt van Fransérgio kwam Braga op voorsprong, waarna Jovane Cabral en Pedro Gonçalves ervoor zorgden dat Sporting CP met 2–1 won. Fernandes mocht van coach Carlos Carvalhal in de tweede helft invallen voor Galeno. Met zijn 15 jaar, 8 maanden en 12 dagen werd hij de jongste speler in de clubgeschiedenis. Dat record was daarvoor ruim zeventien jaar in handen van Bruno Gama geweest. Hij werd ook de jongste speler in de geschiedenis van de Supertaça. Op 17 oktober van datzelfde jaar maakte Fernandes zijn eerste doelpunt in het eerste elftal, toen in de Taça de Portugal met 0–5 gewonnen werd van UFC Moitense.
Na elf officiële optredens en drie goals speelde Fernandes in het seizoen 2022/23 alleen één bekerwedstrijd. Vanaf de jaargang erop kwam de vleugelspeler meer aan spelen toe in het eerste elftal. Zijn contract werd in juni 2024 opengebroken en verlengd tot medio 2028.

## Clubstatistieken
| Seizoen | Club     | Competitie    | Competitie | Competitie | Beker | Beker | Internationaal | Internationaal | Totaal | Totaal |
| Seizoen | Club     | Competitie    | Wed.       | Dlp.       | Wed.  | Dlp.  | Wed.           | Dlp.           | Wed.   | Dlp.   |
| ------- | -------- | ------------- | ---------- | ---------- | ----- | ----- | -------------- | -------------- | ------ | ------ |
| 2021/22 | SC Braga | Primeira Liga | 7          | 2          | 3     | 1     | 1              | 0              | 11     | 3      |
| 2022/23 | SC Braga | Primeira Liga | 0          | 0          | 1     | 0     | 0              | 0              | 1      | 0      |
| 2023/24 | SC Braga | Primeira Liga | 14         | 2          | 6     | 0     | 4              | 1              | 24     | 3      |
| 2024/25 | SC Braga | Primeira Liga | 26         | 3          | 6     | 0     | 14             | 2              | 46     | 5      |
| Totaal  | Totaal   | Totaal        | 47         | 7          | 16    | 1     | 19             | 3              | 82     | 11     |

Bijgewerkt op 8 mei 2025.

## Erelijst
| Taça da Liga | 1 | 2023/24 |